# Katja Nyberg
Katja Nyberg (Stockholm, 1979. augusztus 24. –) finn származású, svéd születésű, norvég válogatott kézilabdázó, a norvég állampolgárságot 2001 januárjában vette fel. Homoszexuális beállítottságát, és Gro Hammersenghez fűződő viszonyát beismerte egy norvég televíziónak adott interjú során.
Katja tízévesen kezdett kézilabdázni a Sparta IF csapatában, ahol édesapja volt az edzője. 1997-ben Svédországban játszott egy évet, majd a norvég nagycsapat, a Larvik játékosa lett. 2006-ban, egy egyéves szlovéniai légióskodás után igazolt az Ikast Bordingba, ahol élettársa is játszott. 2010-ben még két szezonon át a Larvikban játszott.
A norvég kézilabda-válogatott mezét először 2001. március 23-án ölthette magára, egy hazai pályán vívott, 19:21 arányban elvesztett Franciaország elleni mérkőzésen.
A 2007-es világbajnokság legértékesebb játékosának választották.

## Sikerei

### Válogatottban
- Európa-bajnokság: 2-szeres győztes: 2004, 2006
  - 2. helyezett: 2002
- Világbajnokság: döntős: 2007
- Olimpia: győztes: 2008

### Klubcsapatban
- Finn bajnokság: 8-szoros győztes
- Svéd bajnokság: győztes: 1998
- Norvég bajnokság: 6-szoros győztes: 2000, 2001, 2002, 2003, 2004, 2005
- Norvég kupa: 3-szoros győztes: 2000, 2003, 2004
- EHF Kupagyőztesek Európa Kupája: győztes: 2005
- EHF Bajnokok Ligája: döntős: 2006